# Lepidasthenia maculata
Lepidasthenia maculata är en ringmaskart som beskrevs av Thomas Henry Potts 1910. Lepidasthenia maculata ingår i släktet Lepidasthenia och familjen Polynoidae. Arten har ej påträffats i Sverige. Utöver nominatformen finns också underarten L. m. stricta.